# Гаврил Георгиев
Гаврил Георгиев Божилов е български политик и публицист, деец на Българската работническа социалдемократическа партия и Върховния македоно-одрински комитет.

## Биография
Роден е на 8 ноември 1870 година в бесарабския град Измаил, който тогава е в Румъния. След създаването на Княжество България в 1878 година, семейството му се установява във Видин, където баща му работи като съдебен следовател. В 1885 година Гаврил Георгиев завършва пети клас на Видинската гимназия и заминава за Габрово да продължи образованието си. Като ученик става марксист и по време на летните ваканции във Видин попада под влиянието на Димитър Благоев, на когото става близък сътрудник. Учи право във Висшето училище в София, но е изключен заради убежденията си и се отдава изцяло на партийна дейност. По негова инициатива през февруари 1893 година във Видин е образувана социалистическа дружинка, в която влизат Тодор Петров, Иван Генов, Еньо Марковски, Цано Вълчев, Младен Киров и други. През юни 1893 година във Видин се образува и втора социалистическа дружинка. От пролетта на 1893 година Гаврил Георгиев работи в редакцията на партийния вестник „Работник“, като в статиите си изтъква необходимостта не само от икономическа, но и от политическа борба на работническата класа. През юли 1893 година Гаврил Георгиев е представител на двете видински дружинки на Третия конгрес на БСДП в Търново. Избран е за член на Общия съвет на партията. В 1896 - 1897 година е секретар на Централния комитет на Българската работническа социалдемократическа партия. Редактор е на партийния орган вестник „Социалист“, а по-късно и на вестник „Народ“. На Седмия конгрес на партията в 1900 година в Сливен е избран в редакцията на „Работнически вестник“, където работи заедно с Георги Кирков. Стои на тесняшки позиции и подкрепя крилото на Благоев.
Гаврил Георгиев участва активно и в живота на македонската емиграция в България. Делегат е от Пловдивското македонско дружество на Третия македонски конгрес от ноември 1896 година.
В 1909 година поради болест се оттегля от активна политическа дейност.
Умира на 20 април 1917 година.